# Station Kurów Suski
Station Kurów Suski is een spoorwegstation in de Poolse plaats Kurów.